# Staudenbach (Weißach)
Der Staudenbach ist ein oberbayerischer Gebirgsbach, der in die Weißach mündet.

## Verlauf
Der Staudenbach entspringt an den Osthängen des Leonhardsteins in zahlreichen Gräben. Er nimmt noch die Wasser des Spitzergrabens und des Fennergrabens auf und mündet in Kreuth in die Weißach.

## Galerie

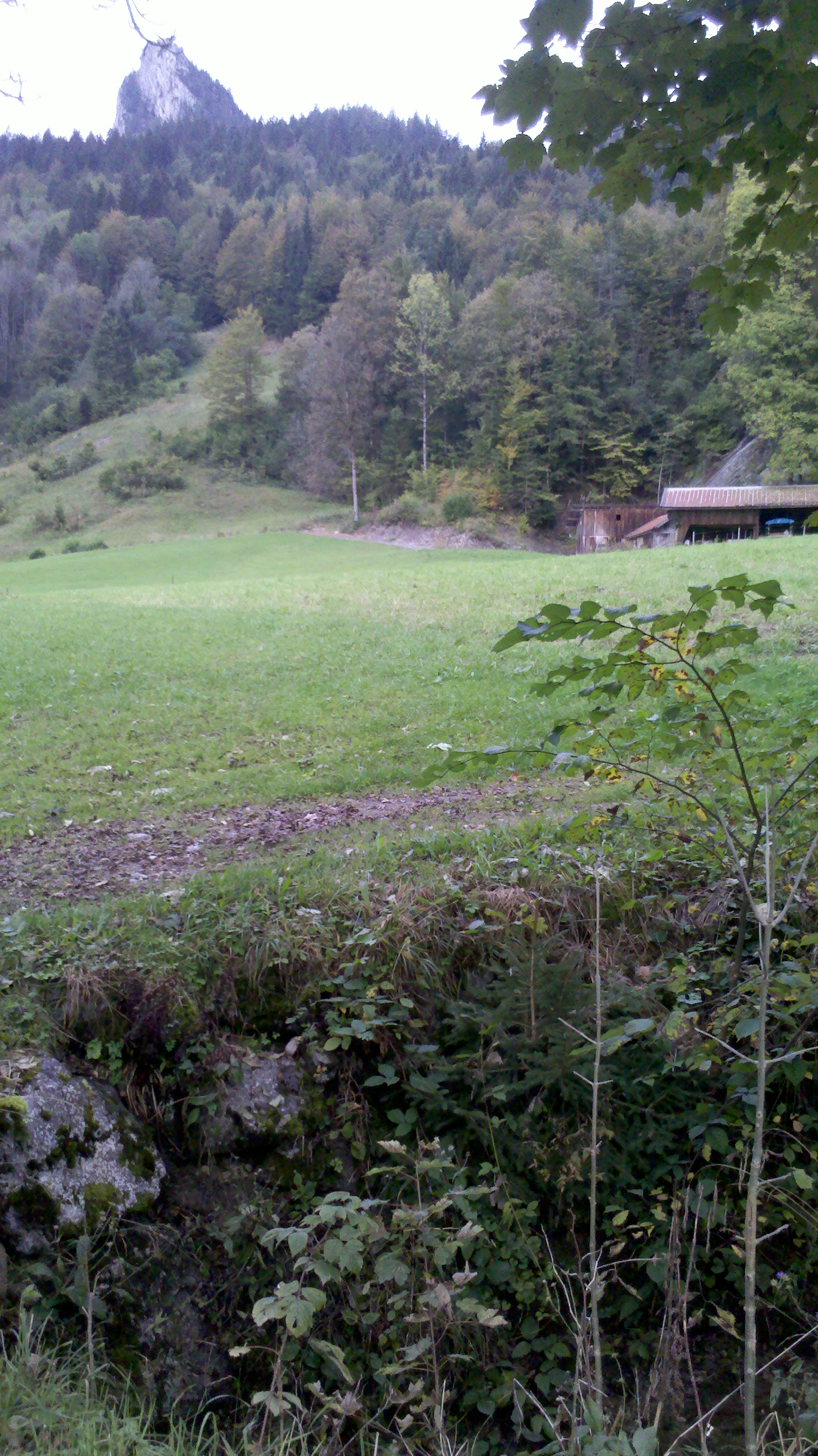
Fennergraben im Vordergrund mit Leonhardstein im Hintergrund
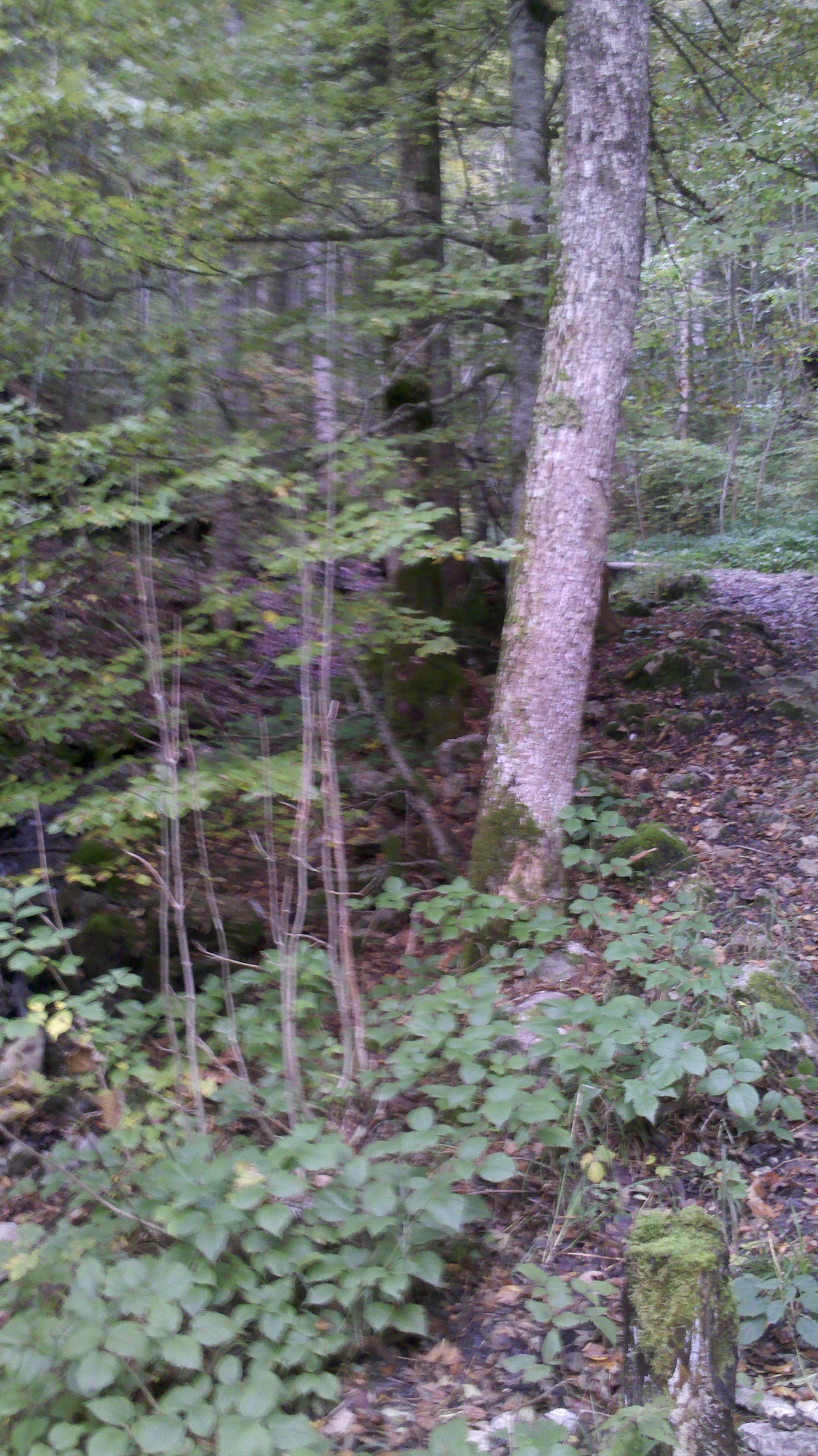
Spitzergraben